# Ottone Orseolo

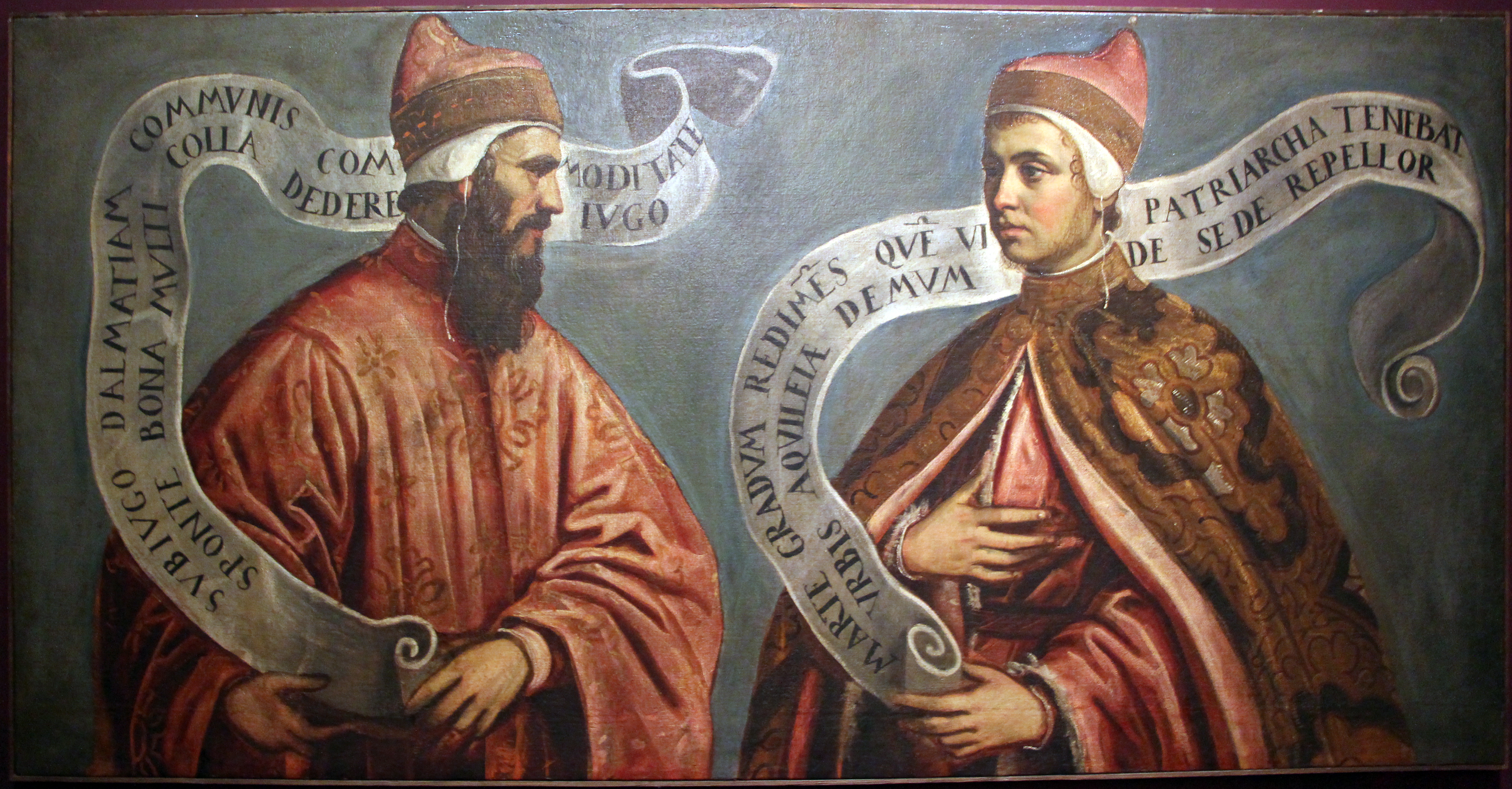
II. Orseolo Péter és Orseolo Ottó

Ottone Orseolo (magyarosítva: Orseolo Ottó), (Velence, 993 – Konstantinápoly, 1032) Velence huszonhetedik dózséja. A harmadik trónra lépő Orseolo már nem volt olyan önzetlen és progresszív, mint elődjei. A dózsék tipikus hibájába esett, amikor megpróbálta biztosítani leszármazottainak uralmát a velencei trónon. Ez a dinasztikus próbálkozás és az egyházzal való szembekerülés Ottó uralmának végéhez vezetett.

## Élete a trón előtt
993-ban született II. Pietro Orseolo és Maria Candiano gyermekeként Velencében. Születésekor apja már Velence dózséja volt, és a kiváló neveltetésben részesülő ifjú Orseolo gyakran elkísérte bátyjaival a dózsét háborúiba. 1002-ben Pietro legidősebbik fia, Giovanni a velencei trón örököse lett, Ottót pedig Dalmácia hercegének nevezte ki. Amikor Ottó bátyja 1005-ben meghalt, Pietro úgy döntött, hogy őt veszi maga mellé társuralkodóként a velencei trónra. Ettől kezdve gyakorlatilag ő uralkodott a város felett, hiszen apja visszavonult a politikától. 1009-ben végül meghalt a diadalmas dózse, és helyét gyermeke, Ottó vette át, aki a dózsék történetének egyik legfiatalabbjaként foglalhatta el a trónt, hiszen mindössze tizenhat éves volt.

## Ottó Velence trónján
Ottó trónra lépése után azonnal világossá vált a velenceiek számára, hogy a túlságosan is fiatal dózse nem törődik a korábban olyan fontos politikai egyensúllyal, és csak egyetlen cél lebeg szeme előtt: hatalmának örökletessé tétele. Uralomra kerülése után két évvel feleségül vette Géza, a magyar fejedelem Ilona (?) nevű leányát. Ez a házasság adta később fia, Orseolo Péter jogalapját a magyar trónra.
1017-ben Ottó befolyásának köszönhetően sikerült két testvérét igen rangos egyházi pozícióba helyezni. Orso nevű bátyját a gradói pátriárka székébe ültette, míg Vitale nevű öccsének Torcello püspöki hivatalát biztosította. Már ez sem igazán tetszett az egyháznak, de amikor Grado kifosztását II. Henrik német-római császár és az egyház másik itáliai védelmezőjének tartott Velence is ölbe tett kézzel nézte végig, VIII. Benedek pápa és Poppo aquileiai pátriárka elégedetlenségét fejezte ki a világi hatalmakkal szemben.
Ez az egyházi elégedetlenség alapvetően nem lehetett volna kirívó fontosságú, de a vallásos velenceiek körében Domenico Gradenigo, Olivolo és egyben Velence püspöke felerősítette a pápai bírálatot. Ezt kihasználva Domenico Flabanico vezetésével lázadás tört ki a dinasztikus uralomra törő Ottó ellen. 1026-ban elfogták a dózsét, és leborotválták szakállát és haját, amely a megvetés jele volt a korabeli Velencében. Ezután Konstantinápolyba száműzték Ottót, ahol megbetegedett, és 1031-ben meghalt.

## Utódok
Árpád-házi Ilonától született gyermekei:
- Orseolo Péter – 1011-ben született, később Magyarország királya lett.
- Frozza Orseolo – 1012-ben született és később felvette a német Adalheid nevet, miután feleségül ment Adalbert osztrák őrgrófhoz.